# Álajtó

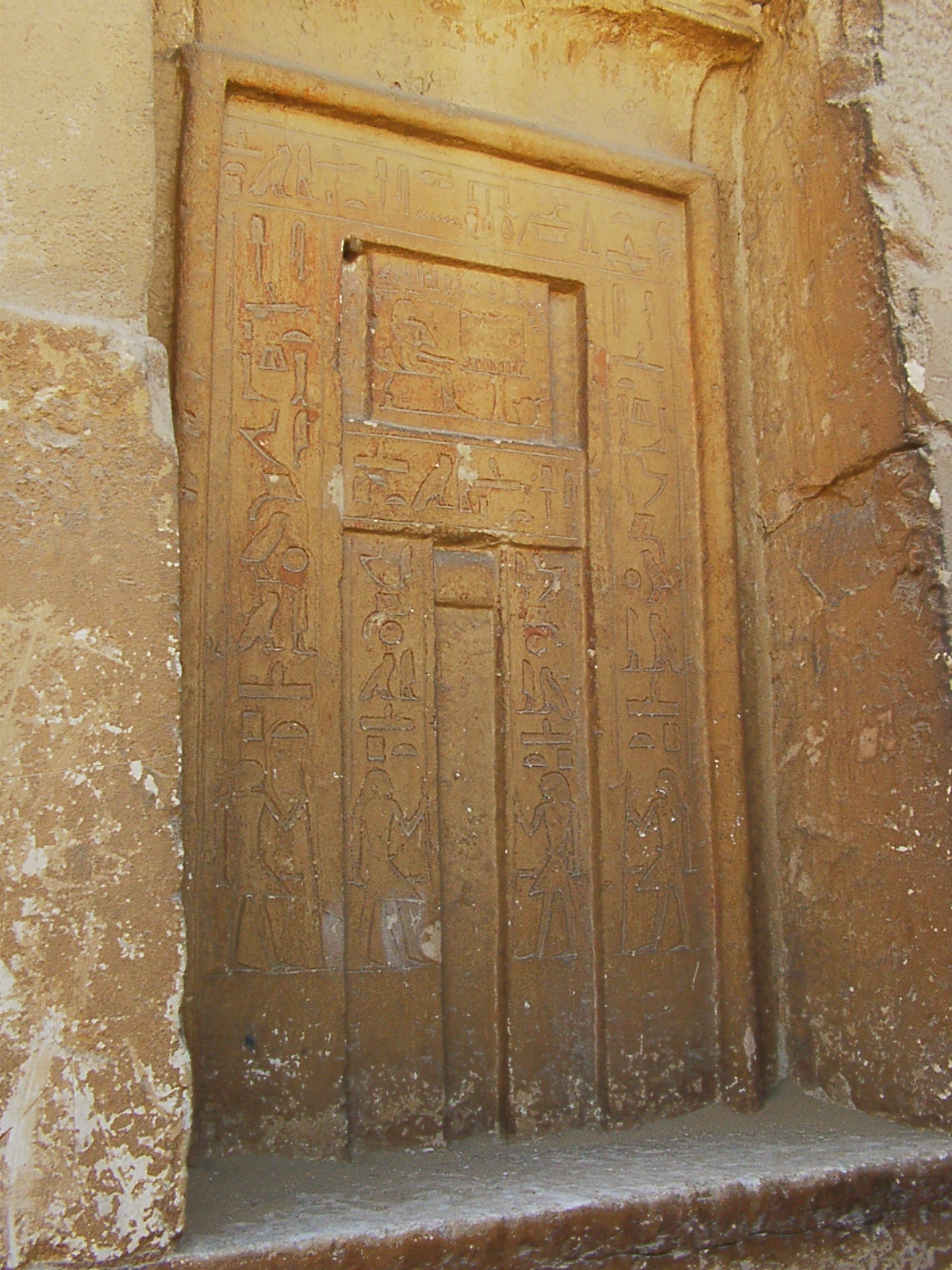
Óbirodalmi álajtó Szakkarából. Érdekessége, hogy igen kevés felirat van rajta, az is nagyon szűk szavú: „Az »Egyetlen Barát«, a »Tekercs élén álló« (felolvasópap), a nagybecsű (kb. elhunyt) Imhotep” a külső függőleges panelek szövege.

 Az álajtó több kultúrában a túlvilággal való kapcsolat eszköze, rendszerint kőből vagy fából kialakított, ajtóra hasonlító térplasztika, amely nem működik valóságos ajtóként. Az álajtó a hozzá kapcsolódó hiedelmek szerint átjárást biztosít a valós világ és a túlvilág között, az elhunyt, vagy elhunytak ezen keresztül érintkezni tudnak a még élőkkel, áldozatot tudnak fogadni, az élőkkel valamilyen, az aktuális hitrendszerre jellemző kommunikációra képesek. Az álajtók legjellemzőbb előfordulási területe az ókori Egyiptom sírművészete, de több más kultúra, például a Szardínia szigetén élt nuraghe-kultúra is használt álajtót a halotti kultuszában.

## Álajtó az ókori Egyiptomban
Az egyiptomi sírművészetben az óbirodalom idején jelenik meg az álajtó, első ismert előfordulását Habauszokar szakkarai sírjában találták meg. Célja az volt, hogy a halott lelke hozzájuthasson a számára bemutatott áldozatokhoz, ezért gyakran hotep hieroglifa alakú áldozati oltárt helyeztek elé. Az álajtó előzményeként a thiniszi kor falfülkés kiképzése szolgált, ami palotahomlokzat gyanánt hosszú korokon keresztül visszatérő motívum az egyiptomi építészetben. Az álajtó Egyiptom ókori történelmében jóformán mindvégig népszerű maradt. Ritka és rövid kivételnek tekinthető Hufu uralkodásának periódusa, amikor a királyi hatalom még a túlvilági életre is hatni próbálván tiltotta a sírok mélyén folytatott rítusokat, melynek eredményeképp a korabeli sírokban nem épült sem álajtó, sem szerdáb. Aki nem engedhetett meg normál méretű álajtót magának, az legalább álajtószerű sztélét, egyfajta álajtó-modellt igyekezett biztosítani a túlvilági jólétének biztosítására. Az álajók igazi fénykora az Óbirodalom és az Első átmeneti kor, a későbbiekben a jelentősége valamelyest csökkenni látszik.

### Kialakítása

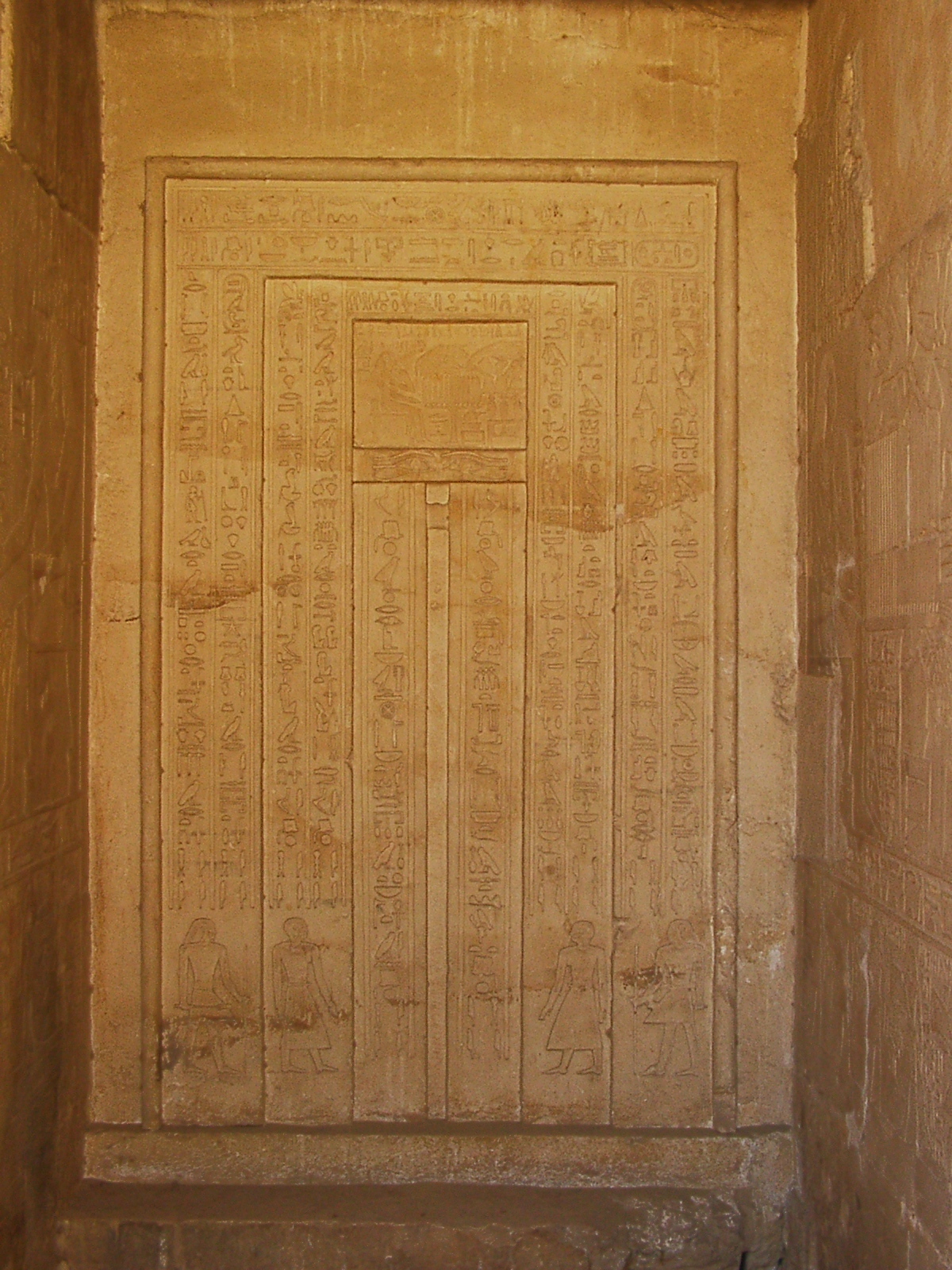
Egy Ihi nevű koronaherceg (repat hatia) álajtaja (Középbirodalom, XII. dinasztia). Jól látható, hogy a középső „ajtónyílás” alig néhány centiméter széles. A felirat második sorában olvasható, hogy Ihi I. Amenemhat listi piramisának papja (is) volt.

Az álajtó ötvözte a falfülkék és a sztélék sajátosságait. A fülkék mélyedése adta az ajtó felületét, a körülötte lévő panelek pedig kitűnő helyet biztosítottak a különféle áldozati szövegek számára. Az álajtó ajtószerű része, a tulajdonképpeni „ajtónyílás” gyakran igen keskeny, ennek eredményeképpen hosszú feliratok is tetszetősen elhelyezhetővé váltak. Az ajtó rész fölött fél hengertag jelképezte az ajtó lezárására szolgáló, feltekert gyékényt.
Az álajtókat rendszerint festették is. Igen szép álajtó található például Ptahhotep V. dinasztiabeli vezír szakkarai masztabájában. Némelyik álajtó festésével arra törekedtek, hogy a ténylegesnél nemesebb anyagot, például homokkő helyett vörösgránitot sugalljon. Ilyen például Mehu vezír szakkarai sírjának vörös-sárga festésű álajtaja. Egy, a VI. dinasztia idején élt, Uni nevű tisztviselő I. Merenré királynak tett szolgálataiért különféle sírépítéshez szükséges épületelemeket, többek között álajtót kapott, amint azt életrajzi sírfeliratán meg is örökíttette. A felirat alapján az értékes, valószínűleg turai mészkőből készült álajtó is a nehezen elérhető luxuscikkek közé tartozhatott.

### Feliratok

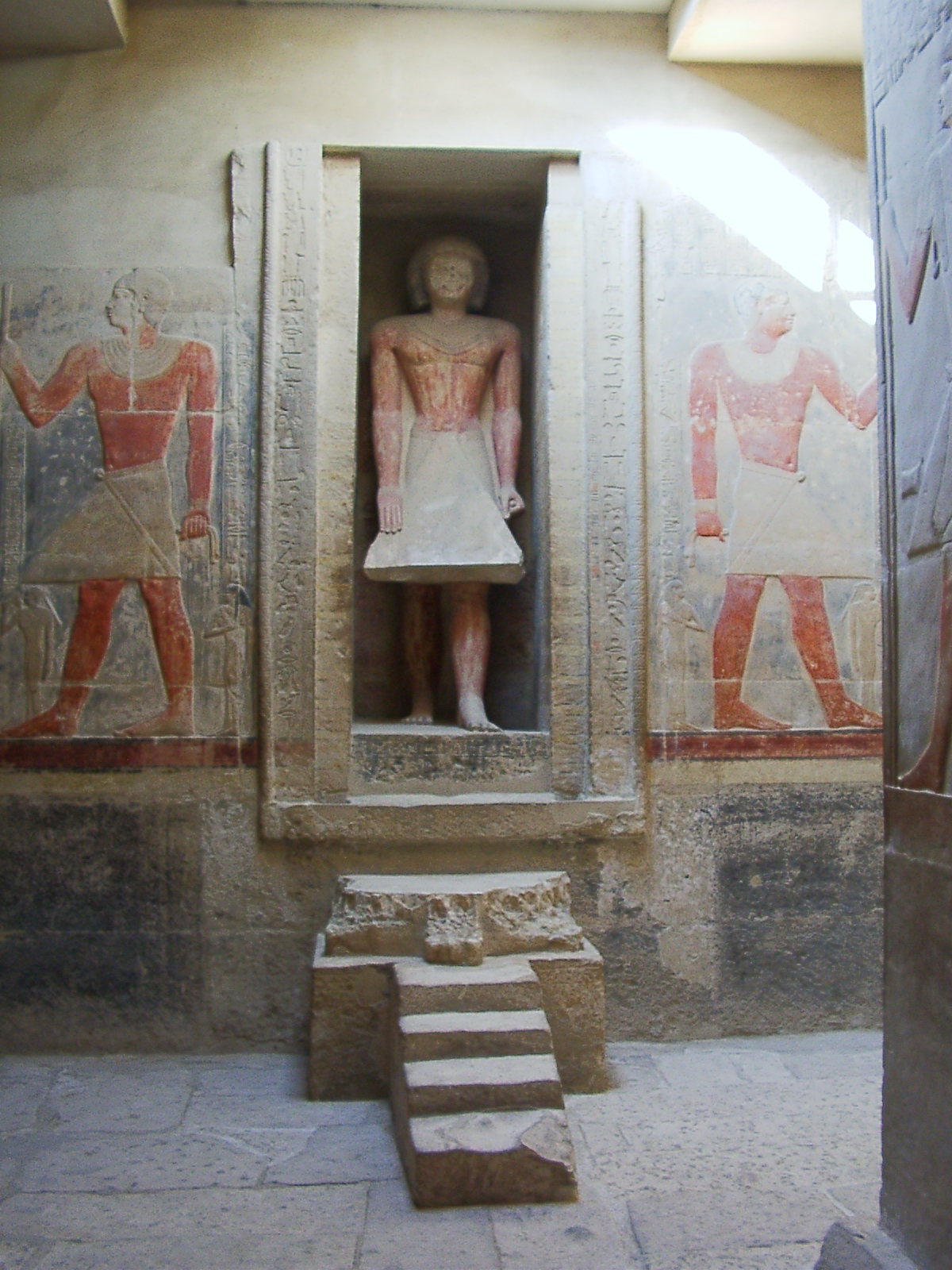
Mereruka halotti szobra, amint szinte kilép az álajtón. Jól látszik előtte a lépcsős emelvényen a hotep alakú áldozati oltár.

A gyékényt imitáló hengertag feletti, többé-kevésbé négyzethez közelítő alakú panelre a legfontosabb szöveget írták fel, ami többnyire a bemutatandó áldozatokat sorolta fel, nem ritkán számszerűsített igényekkel. Később az elhunytat ábrázolták, áldozati asztal előtt ülve, családtagjai oltalmazó körében, vagy valamelyik isten előtt. Egyes időszakokban az álajtó fölé még az elhunyt személy mellszobra is felkerülhetett, sőt, Mereruka V-VI. dinasztia idején élt vezír (tjati) álajtaja előtt úgy helyezték el Mereruka szobrát, mintha éppen kilépne az álajtón. Az álajtó különféle részein áldozati szövegek szerepeltek, amelyek felsorolták az elhunyt legfontosabb címeit is. Ha a hieroglifákat valamelyest ismerő látogató meg akarja tudni az álajtó tulajdonosának nevét, rendszerint elég megnéznie az oldalsó panelek alján az ismétlődő jeleket. Az óbirodalmi álajtók legfelső sora a hotep di niszu formulával („áldozat, amit a király ad”) kezdve ajánlja valamelyik isten – többnyire Inpu (Anubisz, átírás szerint jnpw) – oltalmába az eltávozottat, hogy az isten jóvoltából a rajta keresztül felajánlott áldozatokhoz a halott hozzájuthasson. Az idők folyamán a panelek elhelyezkedése, aránya, és a rajtuk lévő feliratok rendszeresen változtak, így az álajtók jó támpontot adnak egyes sírok datálására is.

### Elhelyezése
Az álajtók az óbirodalmi sírokban többnyire külön kamrát, áldozókápolnát kaptak. Egy-egy sírban akár több álajtó is lehetett, akár egyetlen személy számára is. Jó példa erre Tji vezír híres szakkarai sírja, ahol a sír legnagyobb kamrájának falán két álajtó áll egymás mellett. A királyi temetkezéseknél a halotti templom szentélyében, vagy az az előtti keresztirányú folyosón helyeztek el álajtókat, rendszerint többet is. Az álajtó mindig nyugati falra került, amerre a lenyugvó nap útja alapján az egyiptomiak a túlvilágot sejtették. Az újbirodalom halotti templomaiban is előfordult, hogy több álajtó került egymás mellé – ennek különlegesen szép példája I. Széthi abüdoszi halotti temploma.

## Galéria

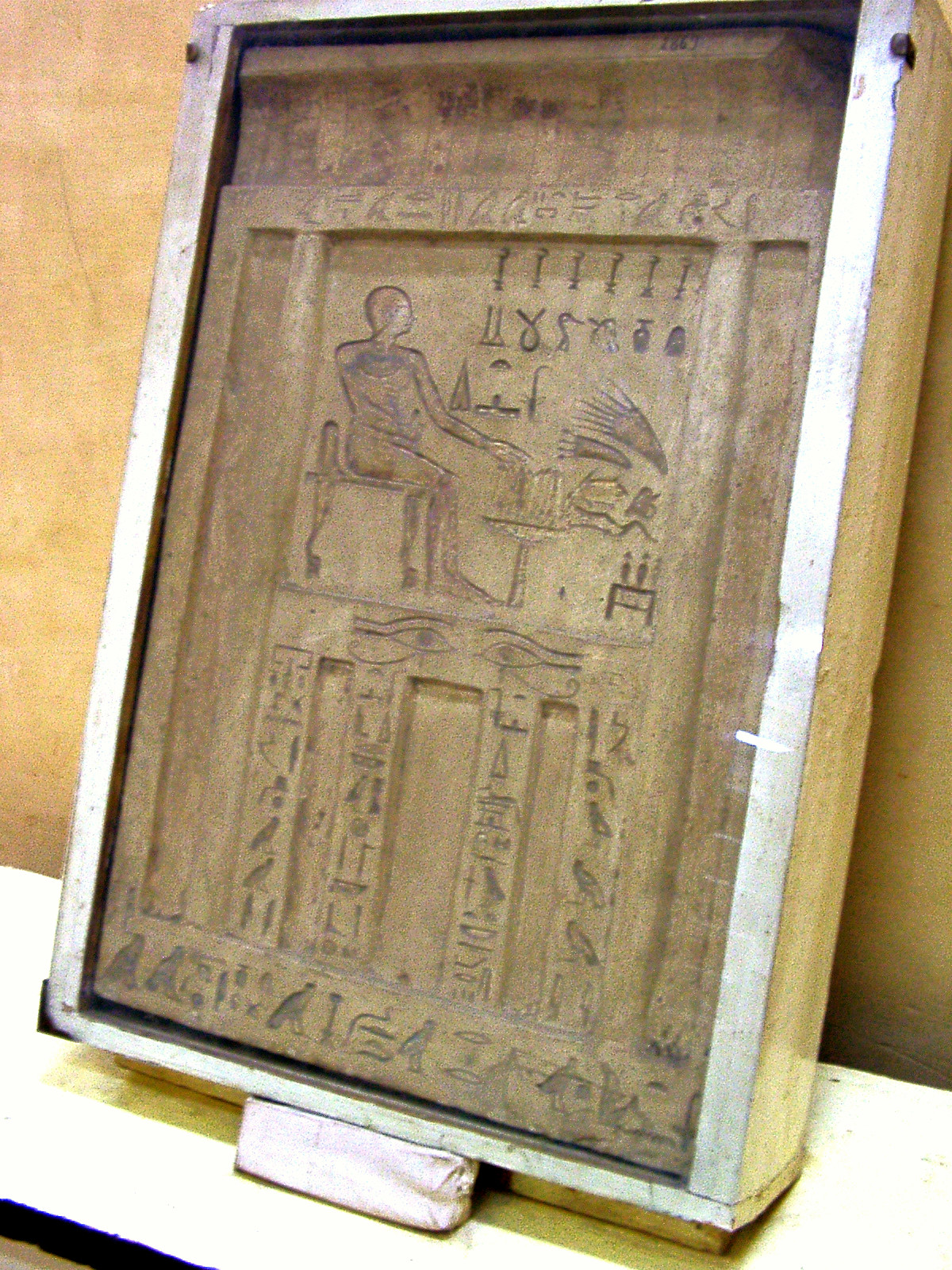
Kisebb, álajtót formázó sztélé az asszuáni Elephantine Múzeumból (középbirodalom)
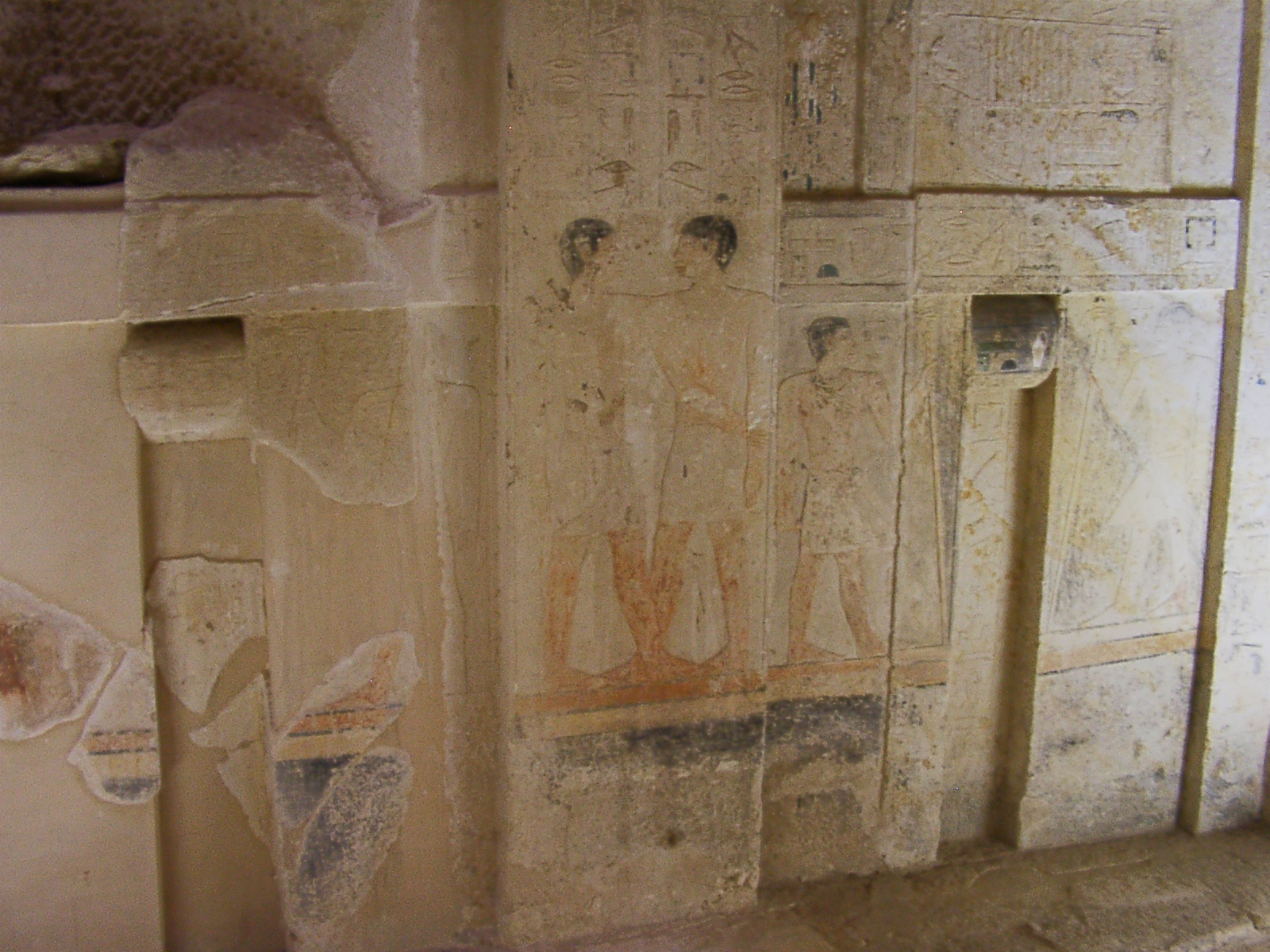
Nianhhnum és Hnumhotep kettős álajtaja a híres-hírhedt szakkarai masztabájukból
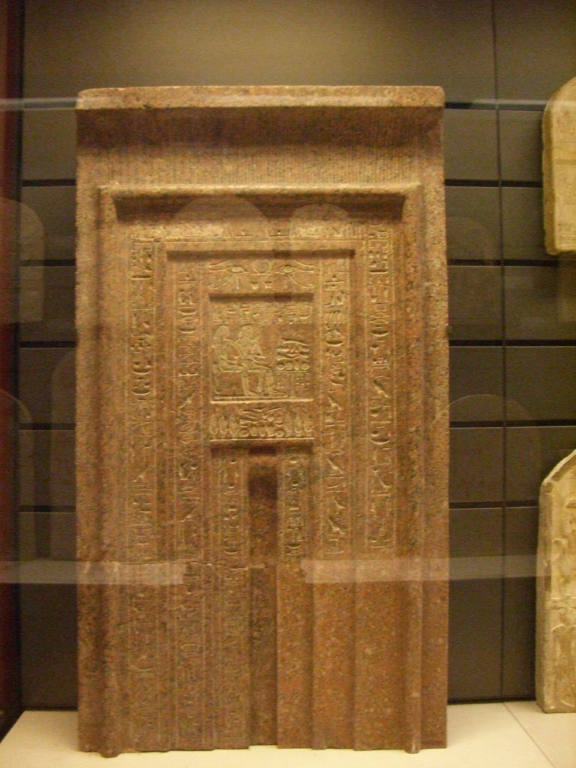
Rehmiré vezír álajtaja a TT100-as sírból, ma a Louvre-ban kiállítva

## Külső hivatkozások
- Álajtó[halott link] a Tombe dei Giganti nevű síron Szardínián, Arzachena közelében (jogvédett kép)